# ミリセント・フォーセット

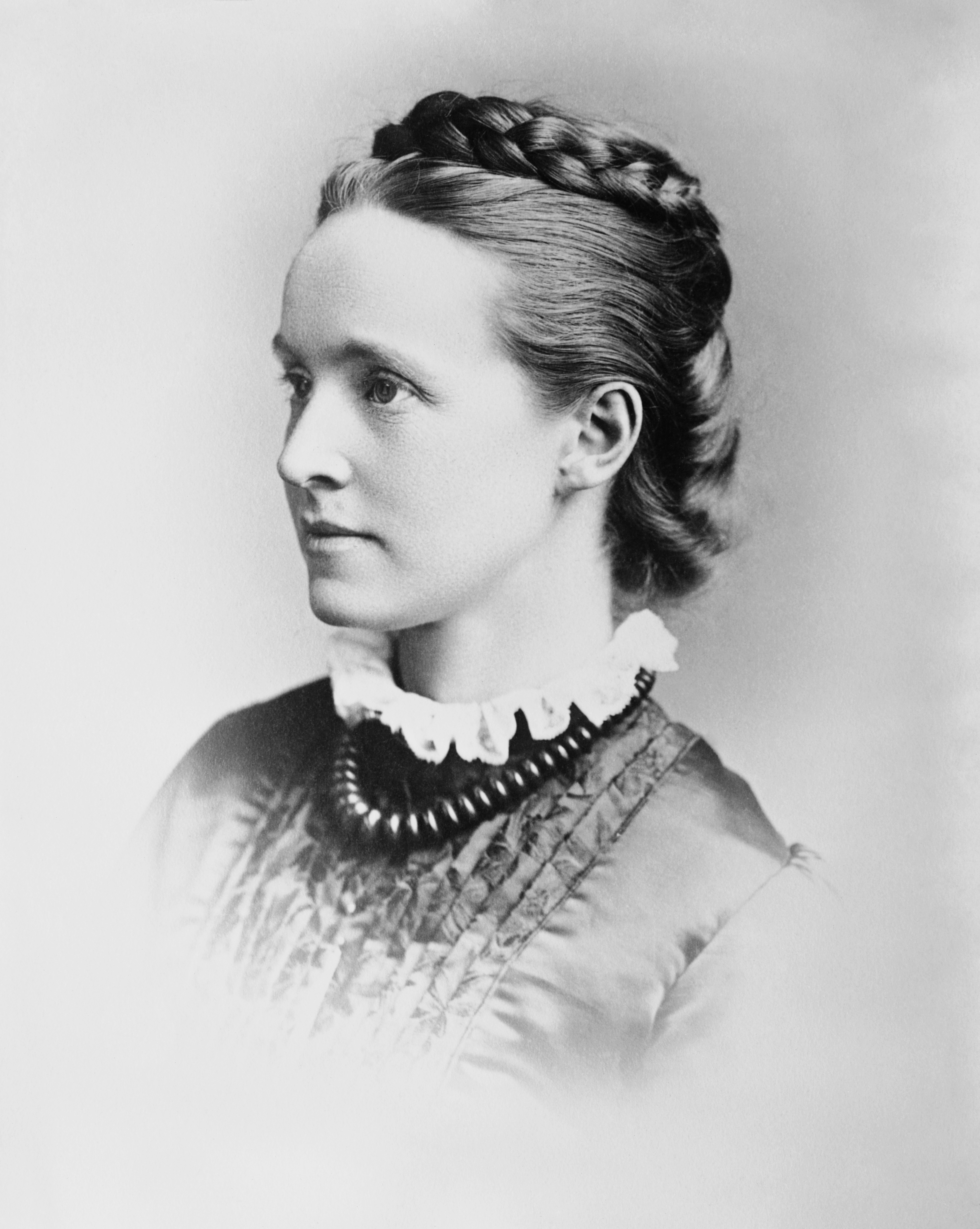
ミリセント・フォーセット

ミリセント・ギャレット・フォーセット（Dame Millicent Garrett Fawcett GBE、1847年6月11日 - 1929年8月5日）は、イギリスの女性参政権運動家、経済学者。

## 経歴
イギリスの東海岸サフォーク州オールドバラで生まれる。父親は大商人で10人兄弟の7番目。姉にイギリス最初の女性医師となったエリザベス・ギャレット＝アンダースンがいる。
正式な教育はロンドンのブラックヒースのミス・ブラウニング学校で受けたのみである。1865年に姉のルイ夫妻に連れられて、ジョン・スチュアート・ミルの選挙演説会に行った。ミルはウェストミンスター地区の選挙候補者に迎えられた時から、婦人参政権を重要視していた。1867年、ケンブリッジ大学経済学部教授でブライトン地区選出の急進派国会議員ヘンリー・フォーセットと結婚した。1868年、娘フィリッパ誕生。夫の目が不自由だったため、その研究助手と政治秘書を務めていた。
1870年には「初心者のため政治経済」を出版した。1875年、女性の大学進学に力を入れ、ケンブリッジ大学のニューナム・カレッジ設立に貢献。
フォーセットは、人生の大部分において女性参政権運動の組織のために働いた。1897年には女性参政権協会全国同盟(National Union of Women's Suffrage Societies, NUWSS)の会長に就任。イギリスで最も著名な女性参政権協会全国連合(Women's Social and Politcal Union, WSPU)のサフラジェット、エメリン・パンクハーストは、過激な行動にも及ぶことがあったが、フォーセットのNUWSSはこれに反して、リーフレットの発行、大会の組織やロビー活動などを通じた平和的な運動を続けた。1918年に、財産に関する特定の条件を満たした30歳以上のイギリス女性が投票権を獲得し、1928年には21歳以上の全ての女性に参政権が拡大された。フォーセットは1925年、デイムの敬称を与えられた。
英国政府は、英国で制限付きの女性参政権が認められてから100年となるのを記念して、2018年にフォーセットの像をロンドン中心部の英国会議事堂前広場に建立すると発表した。英国会議事堂前広場に女性の像が置かれるのは、フォーセットが初めてである。フォーセットに関連するアーカイブ史料はロンドン・スクール・オブ・エコノミクスが保有する女性図書館が所蔵している。